# Église Saint-Pierre de La Lande-de-Fronsac
Pour les articles homonymes, voir Église Saint-Pierre.
L'église Saint-Pierre est une église catholique classée au titre des Monuments historiques située dans le département français de la Gironde, sur la commune de La Lande-de-Fronsac.

## Historique
| - Le chevet (Brutails circa 1900) |

L'église Saint-Pierre date du XIe siècle. Elle dépendait autrefois de l'abbaye de Guîtres. Le plan est composé :
- d'une abside, voûtée en cul-de-four ;
- d'un chœur de deux travées, voûté en berceau plein-cintre ;
- d'une nef de trois travées, voûtée d'arête.
- La travée qui précède le chœur, sensiblement carrée, supporte le clocher.

Le chœur, l'abside et le clocher sont romans ; la nef est gothique.
| - Le portail ouest |

L’abside semi-circulaire fut construite au début du XIIe siècle. Dans une seconde campagne, à la fin du XIIe siècle, on voûte la travée orientale de la nef, puis les deux autres au début du XIIIe siècle. Au XIXe siècle les voûtes du chœur et de la nef sont refaites, de nouvelles fenêtres sont ouvertes dans l’abside et le clocher est réparé.
L'église est fortifiée au XVIe siècle lors des guerres de Religion. Un reste d'échauguette à l'angle sud-ouest de la nef confirme l'aménagement défensif. 
Une porte a été percée dans la façade ouest en 1836.
L'édifice est classé au titre des monuments historiques en 1923.

## Description
| - La nef (Brutails circa 1900) - La crucifixion |

L'intérieur de l'abside et du chœur est décoré d'arcatures retombant sur des colonnes engagées et encadrant une série de fenêtres dont la forme primitive a été modifiée, hormis pour le mur latéral sud qui possède encore une fenêtre intacte.
Au nord de la travée du clocher s'ouvre une chapelle latérale, dédiée à la Vierge, construite à la fin du XVe siècle. À l'est de cette chapelle se trouve une sacristie du XVIIIe siècle, voûtée en arc de cloître.
À l’intérieur, les colonnes de l’arcature et de l’arc triomphal sont surmontées de chapiteaux à feuillages, de chapiteaux ornés de têtes dont les bouches laissent échapper des rinceaux, de lions adossés assis sur l’astragale les pattes tendues.
Tableau de la Crucifixion
Le tableau, est fixé sur le mur nord de la nef, au-dessus de la porte de la sacristie ; il a été réalisé par un peintre bordelais au XVIIe siècle.
Selon une inscription visible au bas du tableau, peint en 1622, il aurait été offert à l’église en 1642. Nous sommes alors en pleine Contre-Réforme catholique et la richesse des tons employés et le pathétisme dont le tableau est empreint, témoignent bien d’une volonté de séduire le fidèle en touchant ses sentiments.

### Le portail méridional
Le portail est un superbe exemple de sculpture romane parfaitement conservée. Il a été réalisé entre 1110 et 1130. Le décor luxuriant, une quadruple archivolte décorée d'entrelacs et de motifs variés, entoure un tympan orné d'une scène de l'Apocalypse et rappelle la Saintonge voisine. 
Si on trouve sur plusieurs tympans de portails romans une représentation de la seconde vision de l'Apocalypse que saint Jean a à Patmos, à Moissac, à Beaulieu-sur-Dordogne, à Compostelle ou Chartres, le tympan de La Lande-de-Fronsac est le seul à représenter la première vision racontée par saint Jean dans Apocalypse 1, 9-16 (traduction de la Bible de Louis Segond) :
9- Moi Jean, votre frère, et qui ai part avec vous à la tribulation et au royaume et à la persévérance en Jésus, j'étais dans l'île appelée Patmos, à cause de la parole de Dieu et du témoignage de Jésus.
10- Je fus ravi en esprit au jour du Seigneur, et j'entendis derrière moi une voix forte, comme le son d'une trompette,
11- qui disait: Ce que tu vois, écris-le dans un livre, et envoie-le aux sept Églises, à Éphèse, à Smyrne, à Pergame, à Thyatire, à Sardes, à Philadelphie, et à Laodicée.
12- Je me retournai pour connaître quelle était la voix qui me parlait. Et, après m'être retourné, je vis sept chandeliers d'or,
13- et, au milieu des sept chandeliers, quelqu'un qui ressemblait à un fils d'homme, vêtu d'une longue robe, et ayant une ceinture d'or sur la poitrine.
14- Sa tête et ses cheveux étaient blancs comme de la laine blanche, comme de la neige; ses yeux étaient comme une flamme de feu;
15- ses pieds étaient semblables à de l'airain ardent, comme s'il eût été embrasé dans une fournaise; et sa voix était comme le bruit de grandes eaux.
16- Il avait dans sa main droite sept étoiles. De sa bouche sortait une épée aiguë, à deux tranchants; et son visage était comme le soleil lorsqu'il brille dans sa force.

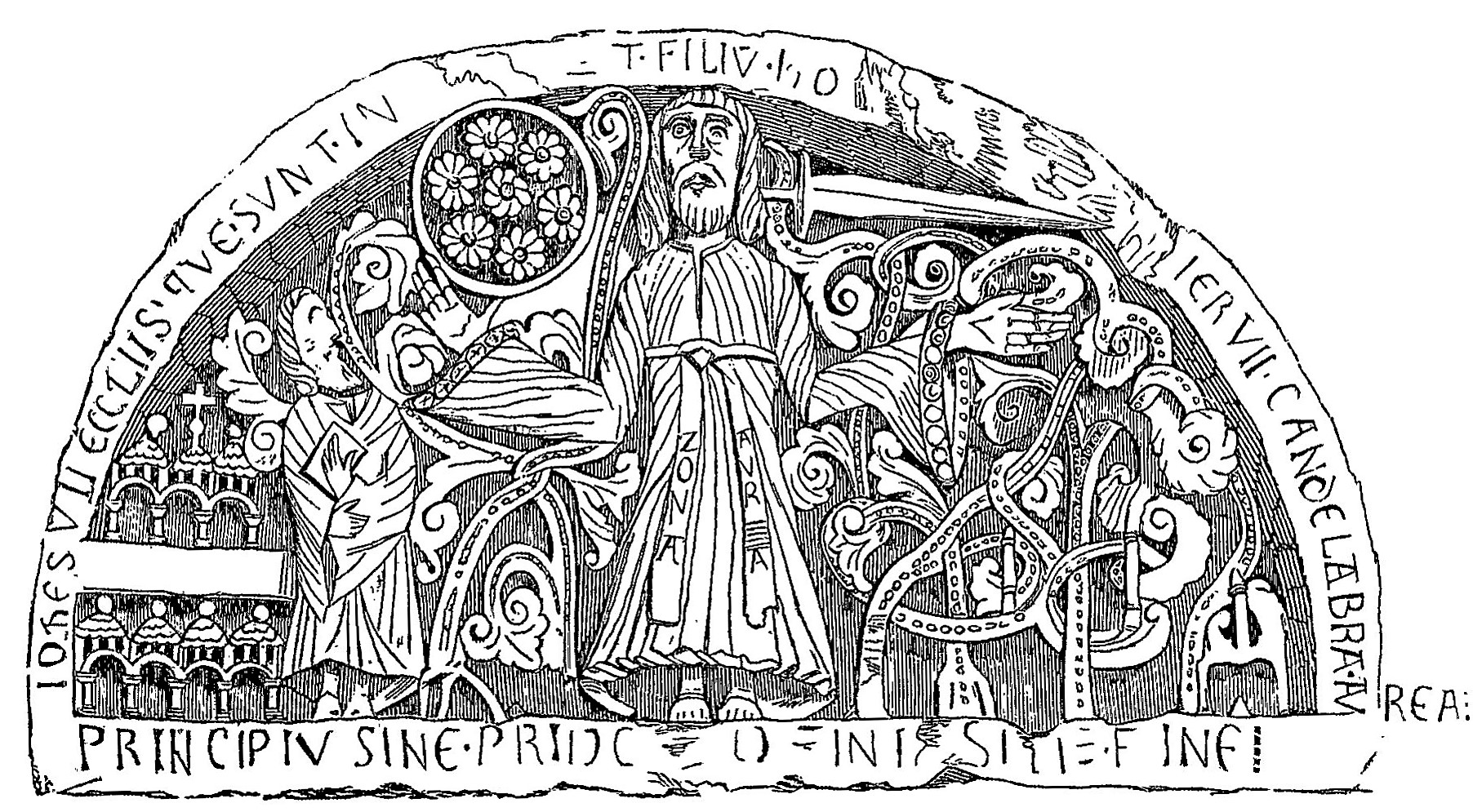
Le tympan relevé par Léo Drouyn en 1849.

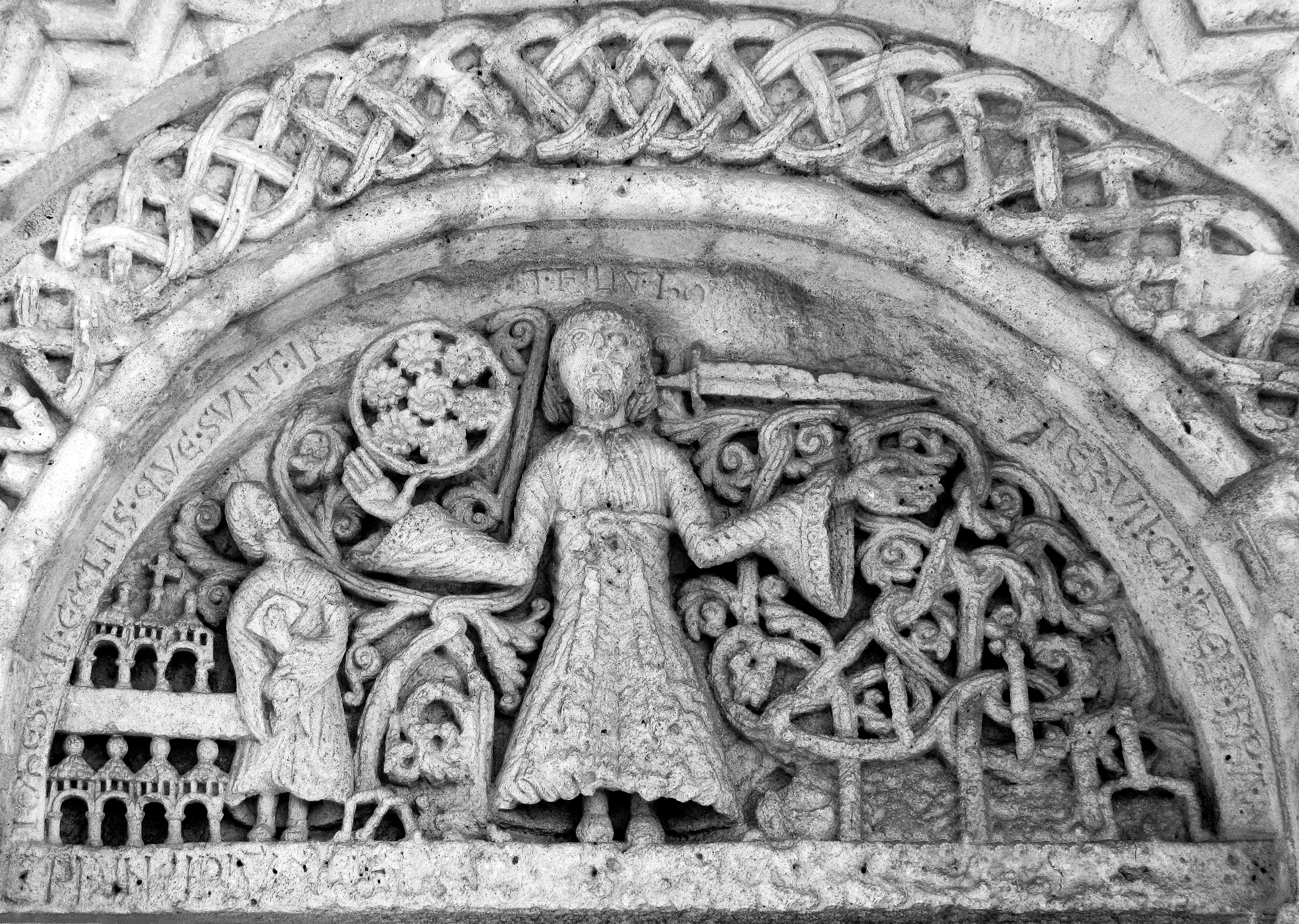
La vision de Jean Christ avec l'épée, les sept étoiles, les lustres et les églises. Tympan de l'église de Saint-Pierre de La Lande-de-FronsacLe tympan.

Le sculpteur a traduit dans la pierre d'une manière gauche le texte de saint Jean. En bas, à gauche, la représentation des sept églises et saint Jean témoin de la vision tenant un livre. Au centre, le Fils de l'Homme vêtu d'une longue robe et ayant une ceinture d'or sur la poitrine, la main droite soutient un cercle dans lequel se trouvent les sept étoiles, au niveau de sa bouche est sculptée une épée à deux tranchants. Entre saint Jean et le Christ on voit les jambes d'un petit homme nu, son corps est prisonnier des lianes qui couvrent l'arrière-plan du tympan. Le sculpteur a gravé deux inscriptions partiellement effacées :
- autour du tympan : JOHES VII ECCLIIS QUE SUNT IN [ASIA VIDI]T FILII HO[MINIS IN]TER VII CANDELABRA AUREA
- et sur le mince linteau : PRINCIPIU SINE PRINCIPIO FINIS SINE FINE
- sur l'étole portée par le Christ : ZONA AUREA (ceinture d'or).

|  |

Le tympan est entouré de quatre voussures dont le style est inspiré de la Saintonge voisine. En partant de l'extérieur :
- la partie extérieure de la voussure extérieure est décorée avec une chaîne formée de losanges. La partie intérieure est décorée avec une série de figures humaines. À gauche, deux hommes vêtus de tuniques longues ; l'un des hommes a transpercé la tête d'un lion ou d'un monstre avec une lance, l'autre homme est dans un cartouche formé d'une tige qui se poursuit dans les autres voussoirs ; ensuite un griffon ou un aigle d'inspiration orientale emmêlé dans des lianes, suivi par les six apôtres animés d'un mouvement violent « encordés »[3] représentés d'une manière pictographique, tenant pour la plupart le Livre ou un objet entre ses mains. Au centre de la voussure, le Christ debout et bénissant, sa tête encadrée dans une mandorle, entre deux chérubins à triple paires d'ailes. En descendant vers la droite, après le chérubin, six autres apôtres, puis encore un griffon ou un aigle dans des lianes et, pour terminer, une Vierge à l'Enfant (?).

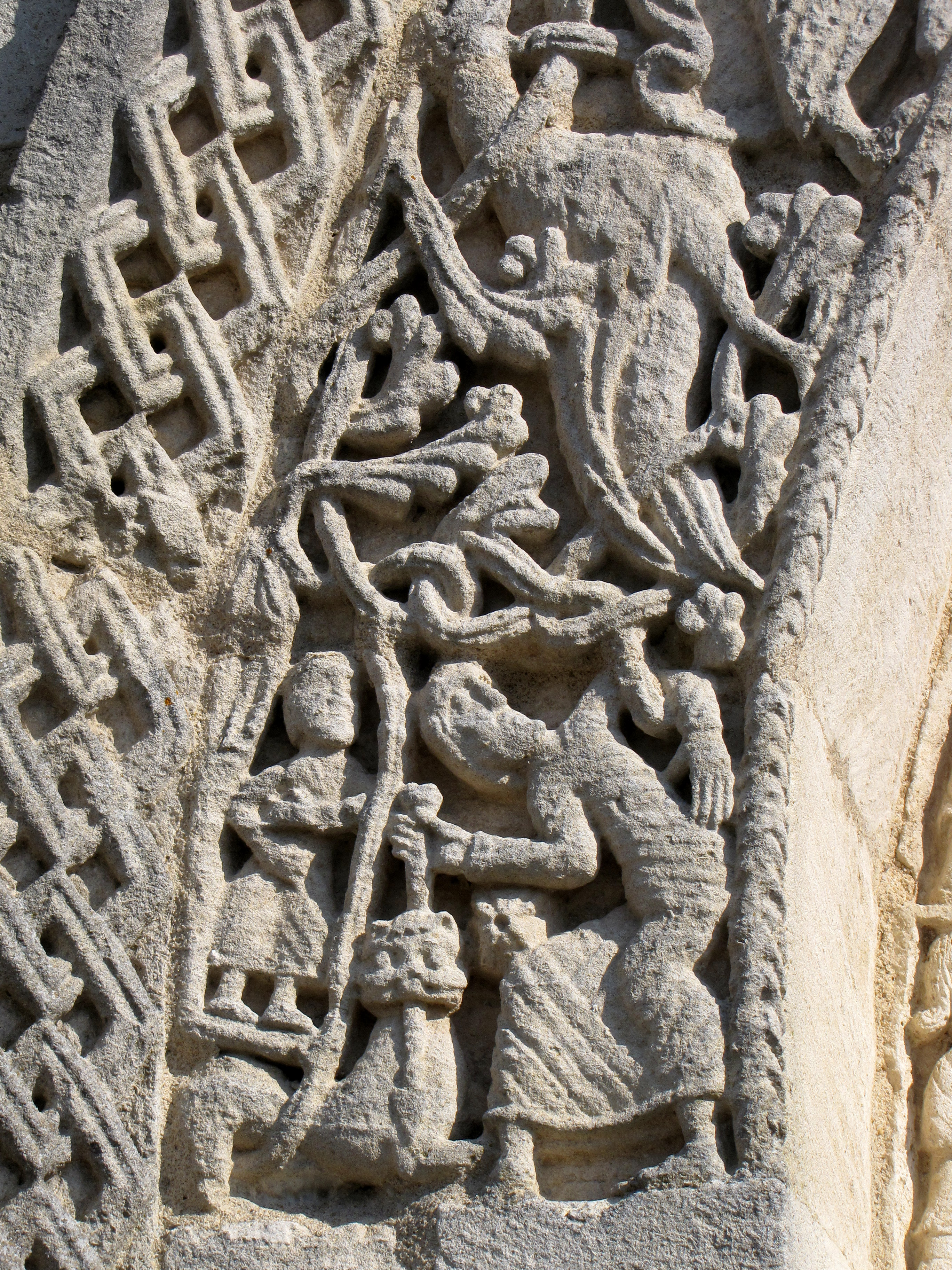
À gauche, un homme debout poignarde la tête d'un lion, et un autre personnage dans un cartouche fait de tiges. Au-dessus, un griffon ou un aigle
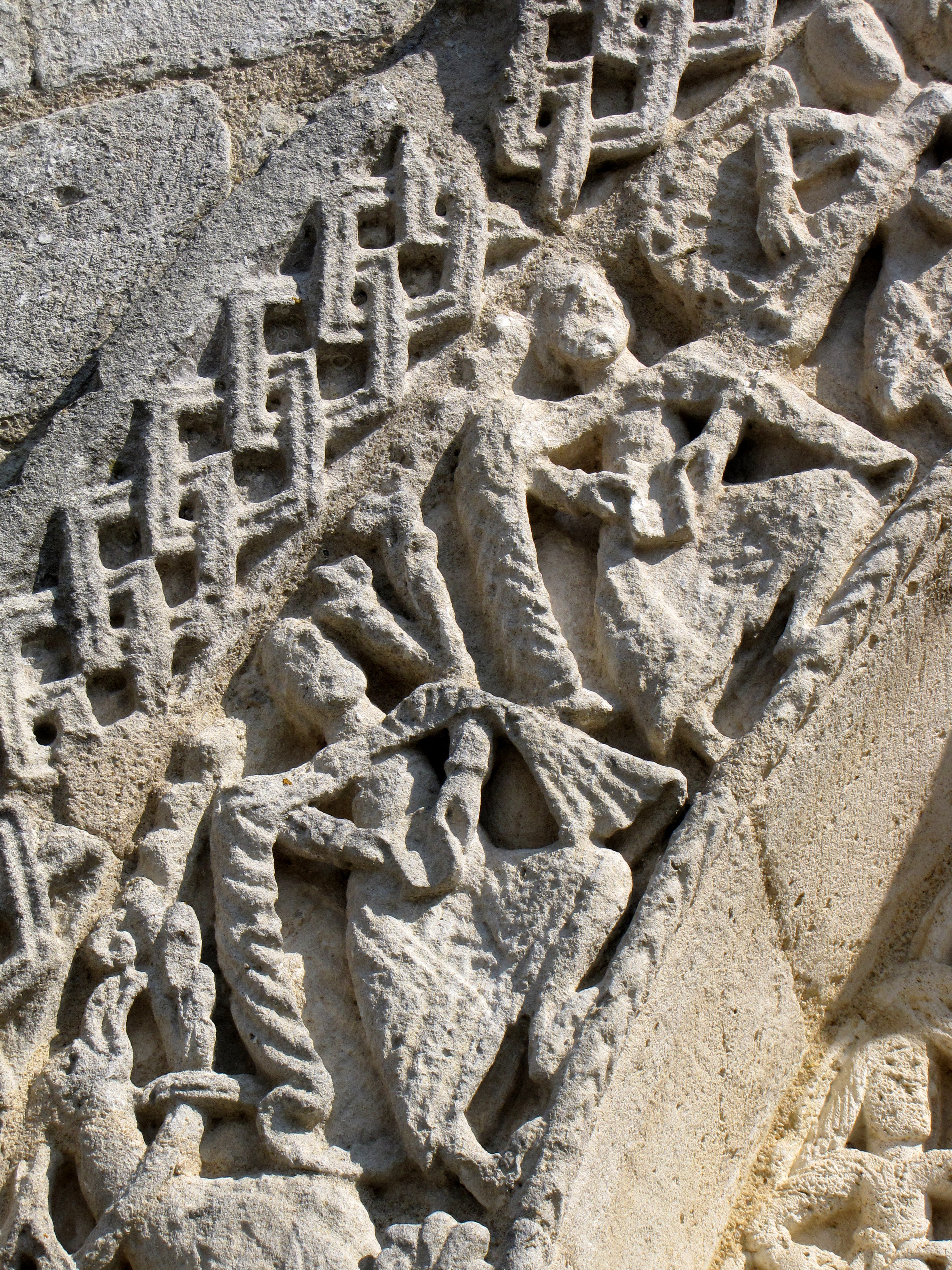
Deux apôtres tenant un livre.
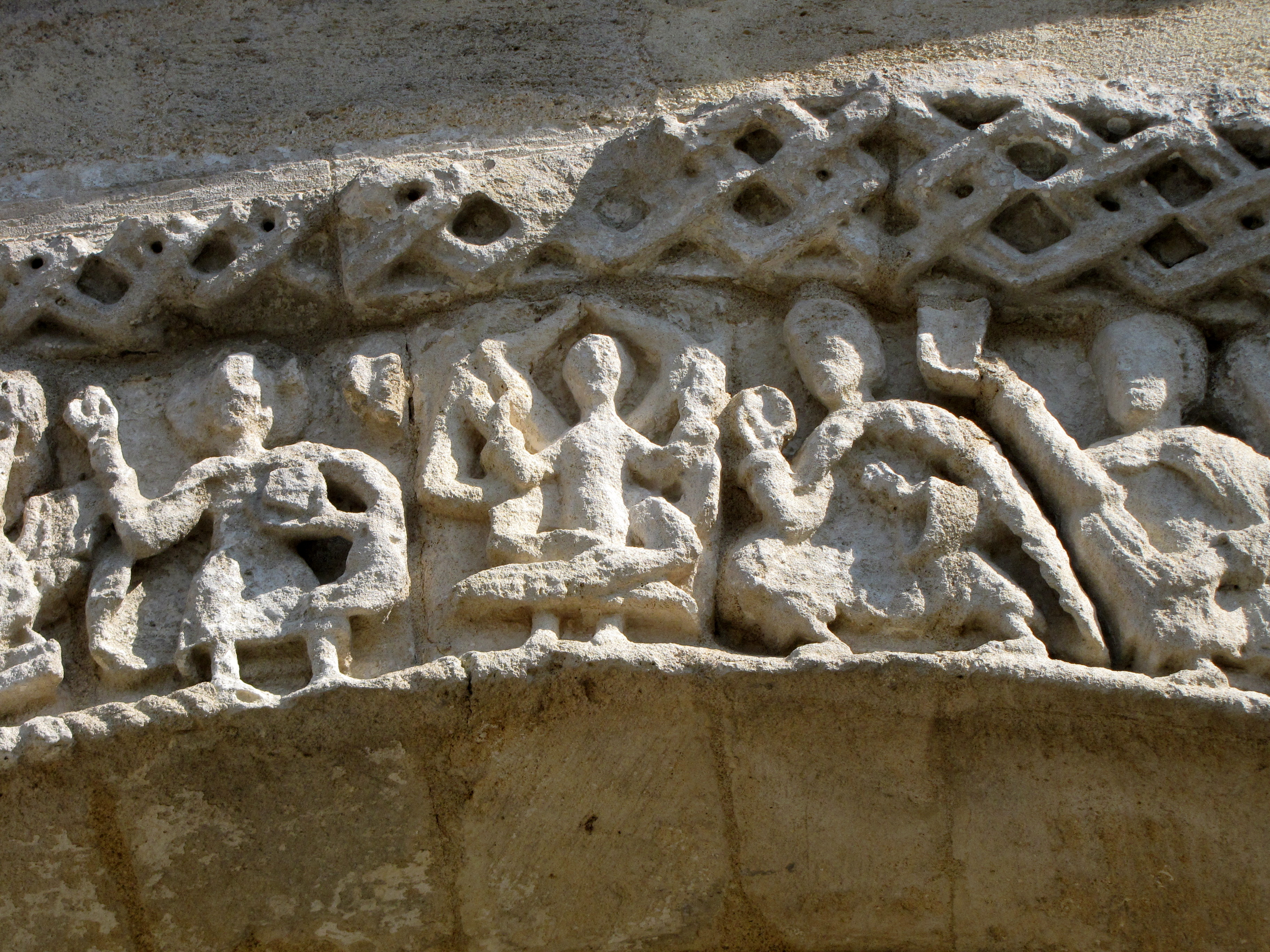
Le Christ bénissant de la main droite et portant le Livre de la main gauche, puis un chérubin, suivi des apôtres
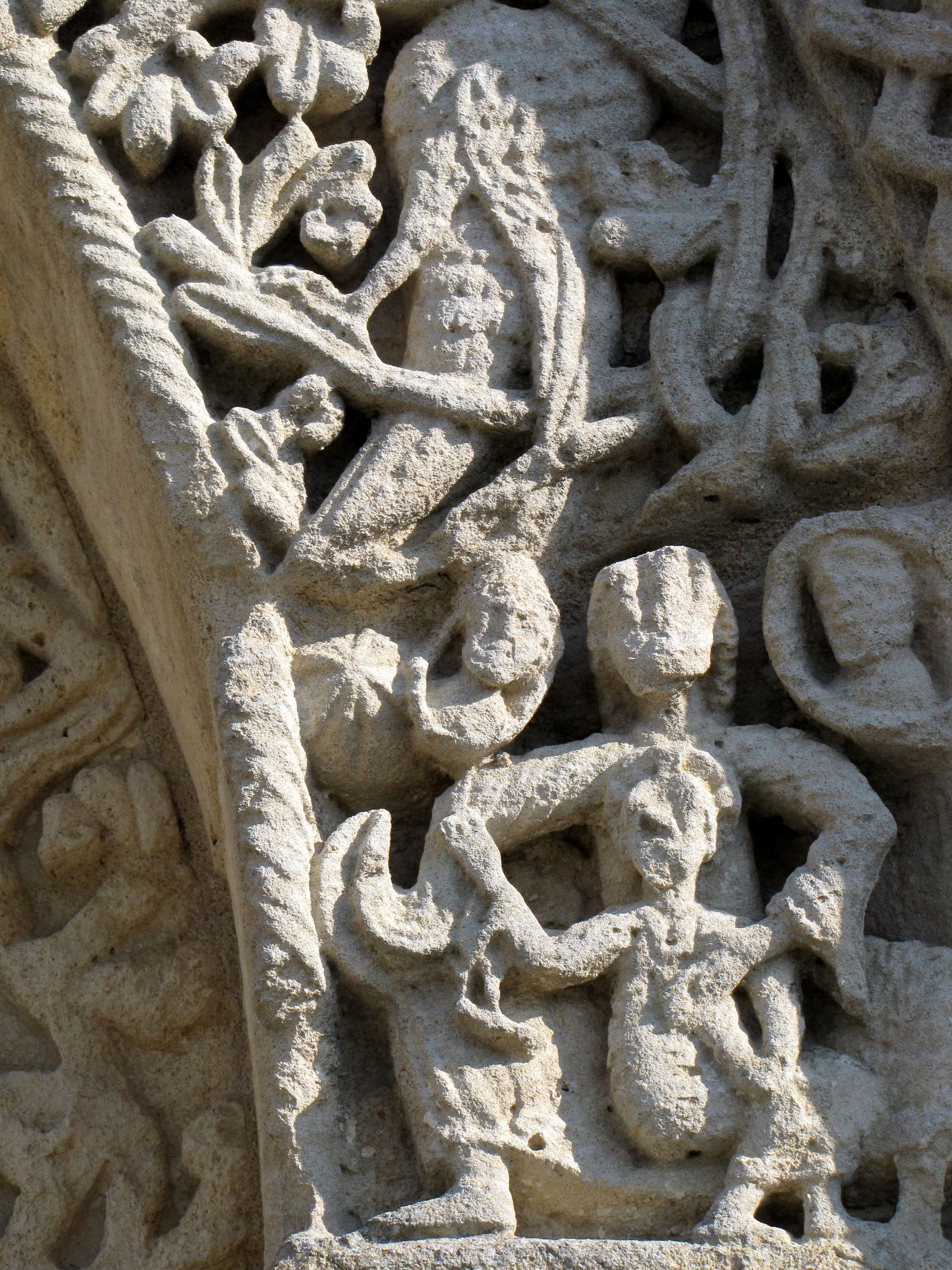
À droite, une Vierge à l'Enfant entre deux médaillons avec des visages d'homme et de femme représentant le Soleil et la Lune, surmontée par un griffon ou un aigle.

En commençant à gauche : 
- La deuxième voussure commence à gauche avec deux musiciens (joueur de harpe et de vièle), suivis d'un homme qui semble tenir une fruit dans sa main. Ensuite c'est un entrelacs de lianes et d'oiseaux, qui se termine au sud avec un personnage.

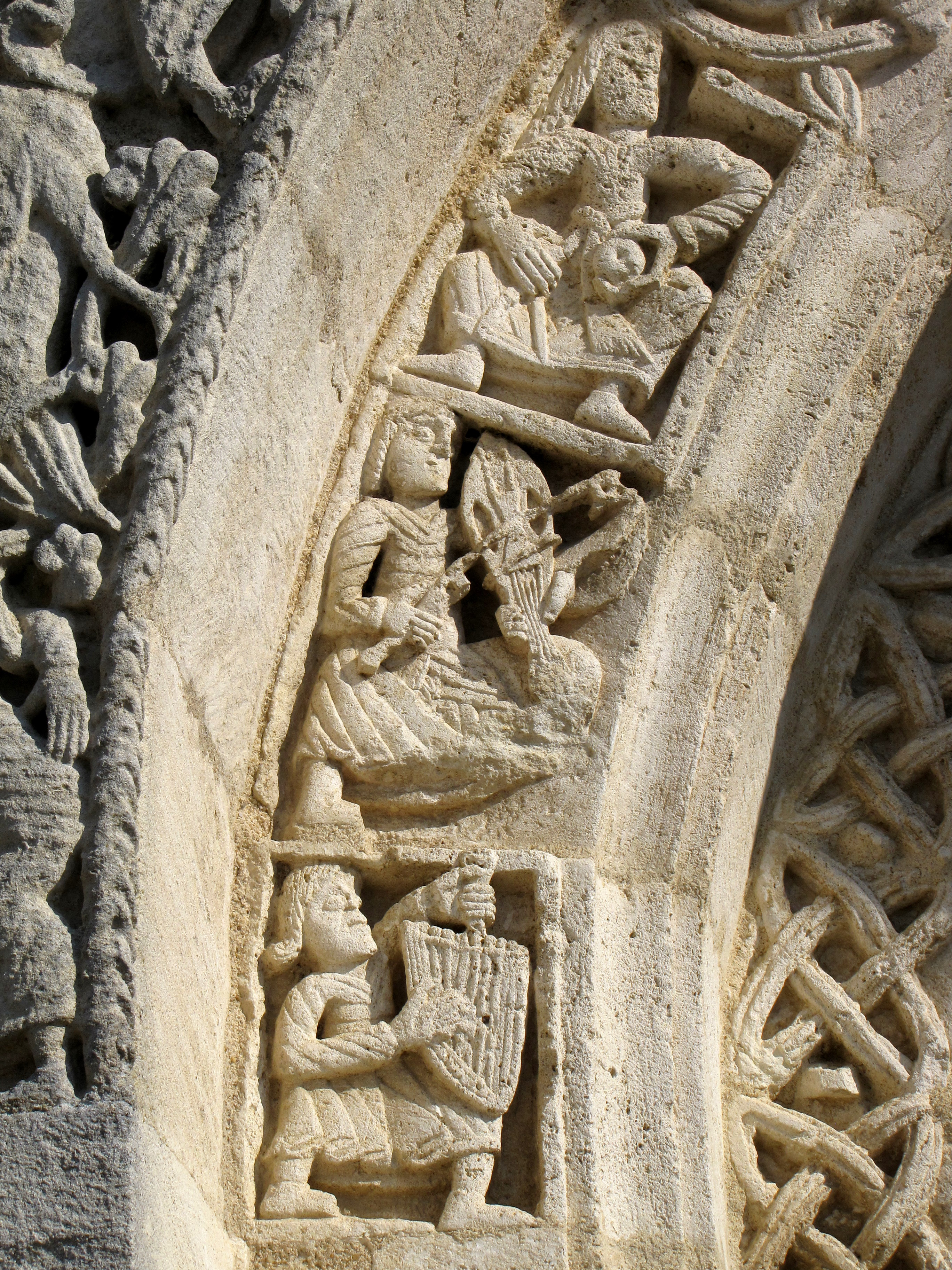
À gauche, un harpiste, un joueur de vièle, un homme assis portant une épée et tenant en main une boule percée.
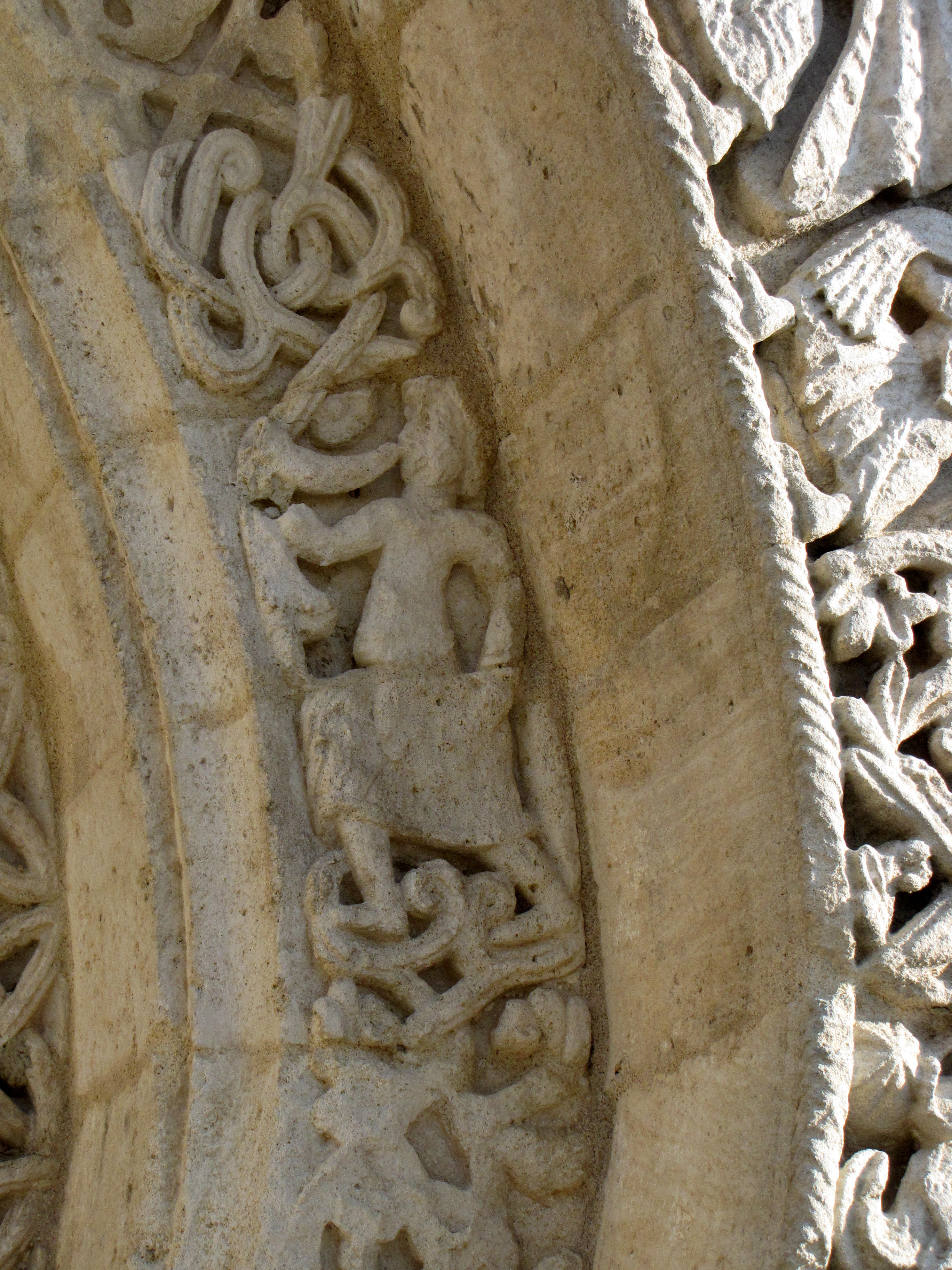
À droite, un sonneur d'olifant.
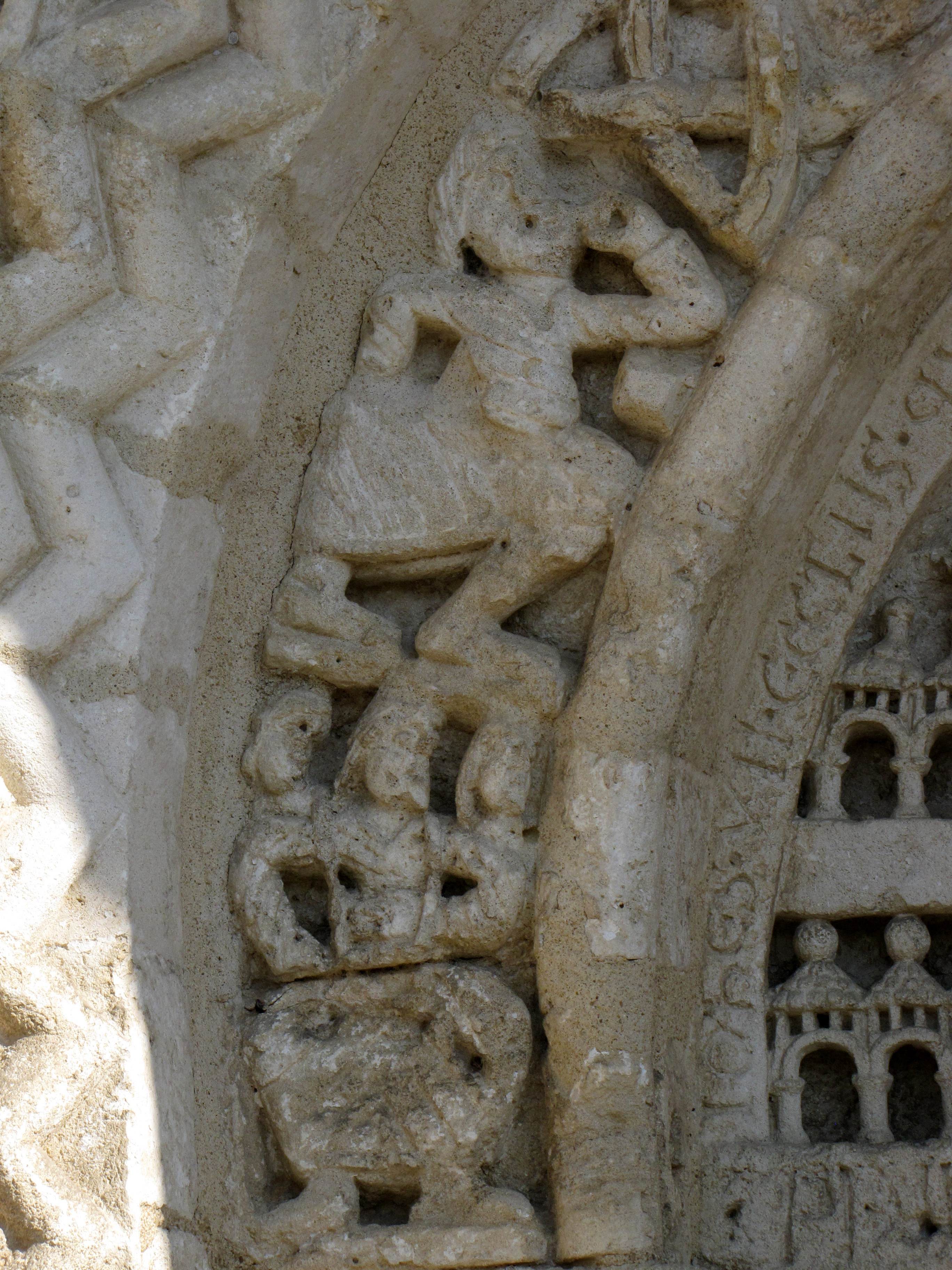
Les deux personnages à gauche de la quatrième voussure.

- La troisième voussure est partagée e deux zones concentriques. La plus extérieure est décorée par de grosses étoiles à quatre branches avec un petit homme à la clé. l'autre est décorée de deux rangs de dents de scie qui se poursuit jusqu'au sol sans interruption.
- La quatrième voussure commence avec un personnage au nord suivi d'un entrelacs.

On trouve d'autres représentations de l'Apocalypse sur les portails de l'église Saint-Martin de Haux et l'église Notre-Dame de Castelviel.
Les ébrasures : Les quatre chapiteaux sont assez érodés. Au nord, on trouve une corbeille décorée avec des lianes ligaturées ; sur le deuxième chapiteau, se trouvent deux lions ou dragons dont les têtes s'affrontent près d'un masque (humain ?) posé à l'angle de la corbeille. Au sud on voit des entrelacs sur l'un des chapiteaux, l'autre est très érodé ; la sculpture représentait, peut-être, deux oiseaux affrontés.

### Le chevet
| - Chevet sud - Chevet nord |

Le chevet est à neuf pans : quatre pour les deux travées du chœur et cinq pour l'abside. Chaque pan est délimité par une colonne avec chapiteau non-sculpté, qui remonte jusqu'à la corniche. On trouve dans chaque pan une baie étroite surmontée d'une archivolte en plein-cintre, avec un décor en « dents de loup ».
La corniche du chevet est supportée par 25 modillons, dont 17 sont sculptés. La décoration est celle de la deuxième moitié du XIIe siècle. Le réalisme et la vigueur des figures du siècle précédent, qui dénonçaient les péchés capitaux est remplacé par des images plus « lisses » : des billettes en damier (N°11) ; des petits cylindres (N°6 et 17) ; étoiles ou coquillages (N°8) ; des masques ou figures humains (N°1, 5, 7) ; des masques diaboliques (N°2 , 12) ou des animaux maléfiques (N°10). Pour plus d'information sur les interprétations des modillons, voir : Iconographie des modillons romans.

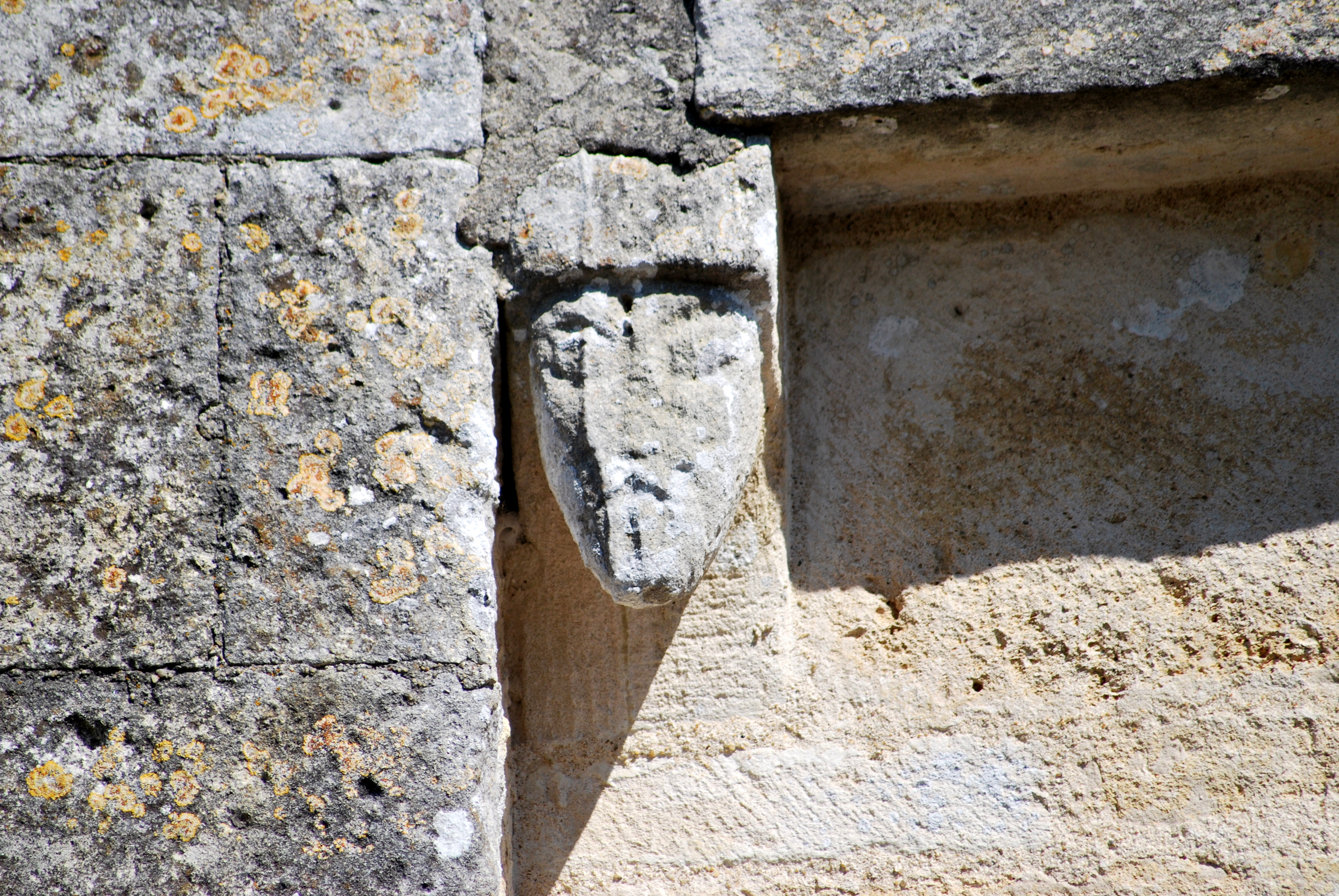
N° 1
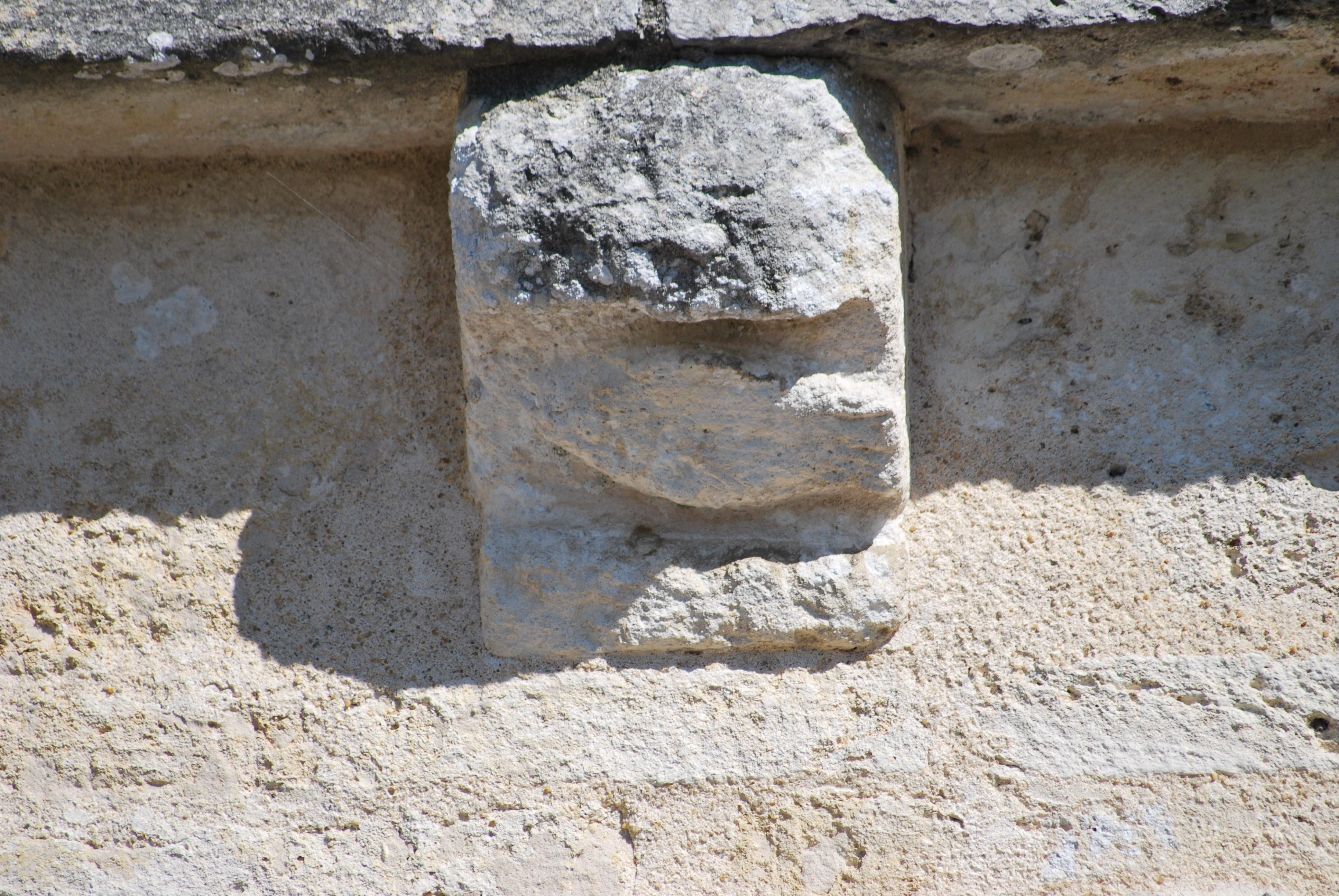
N° 2
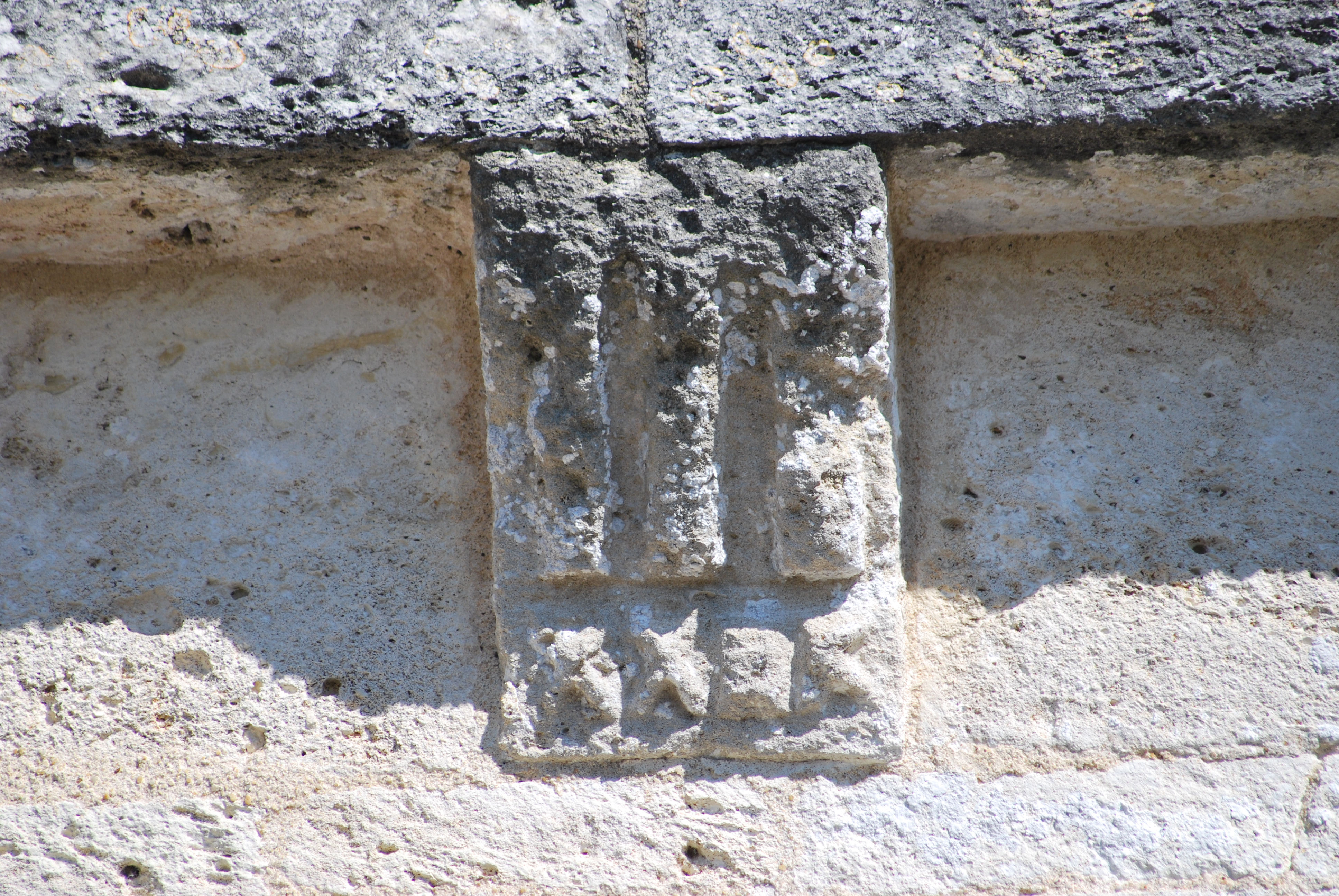
N° 3
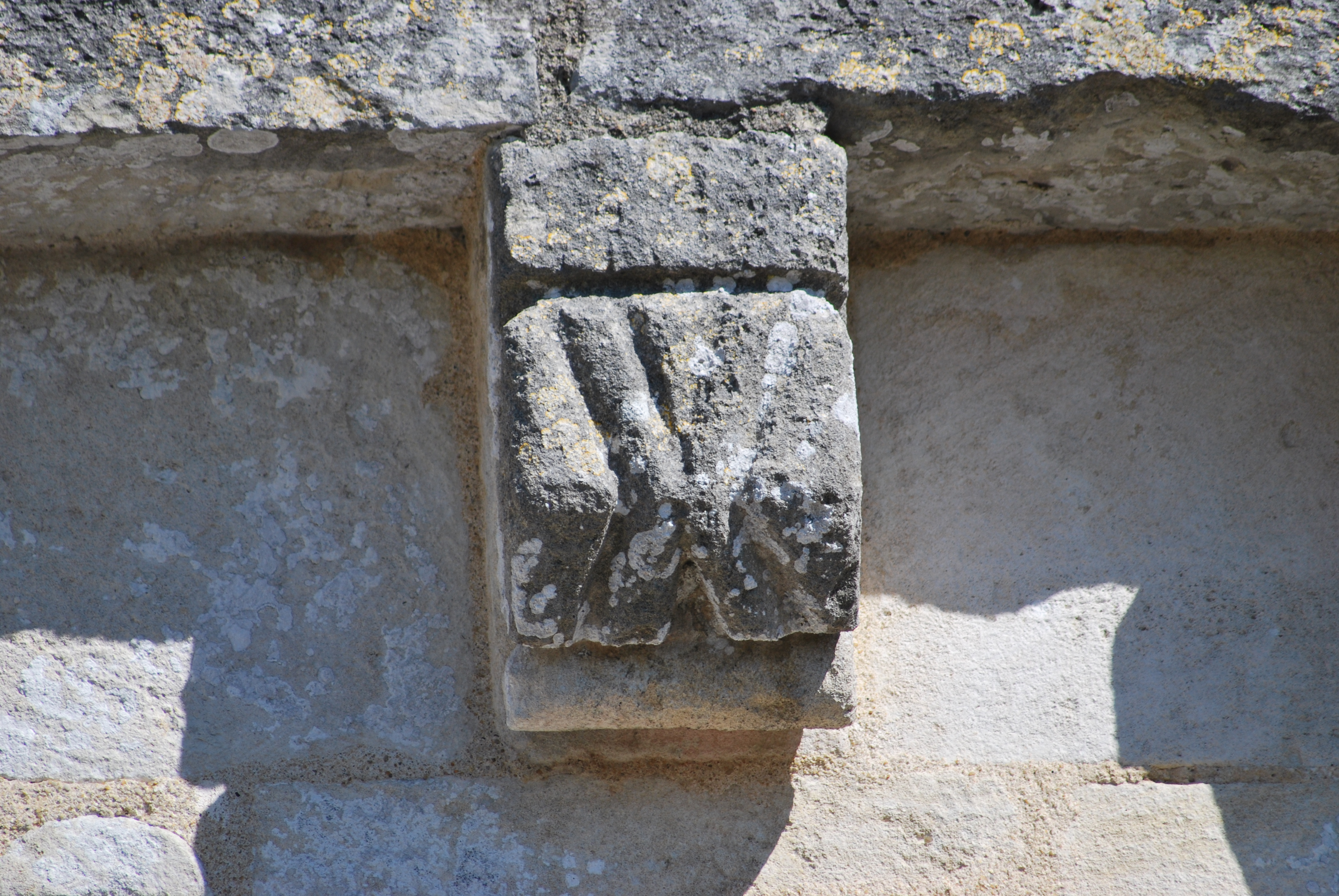
N° 4
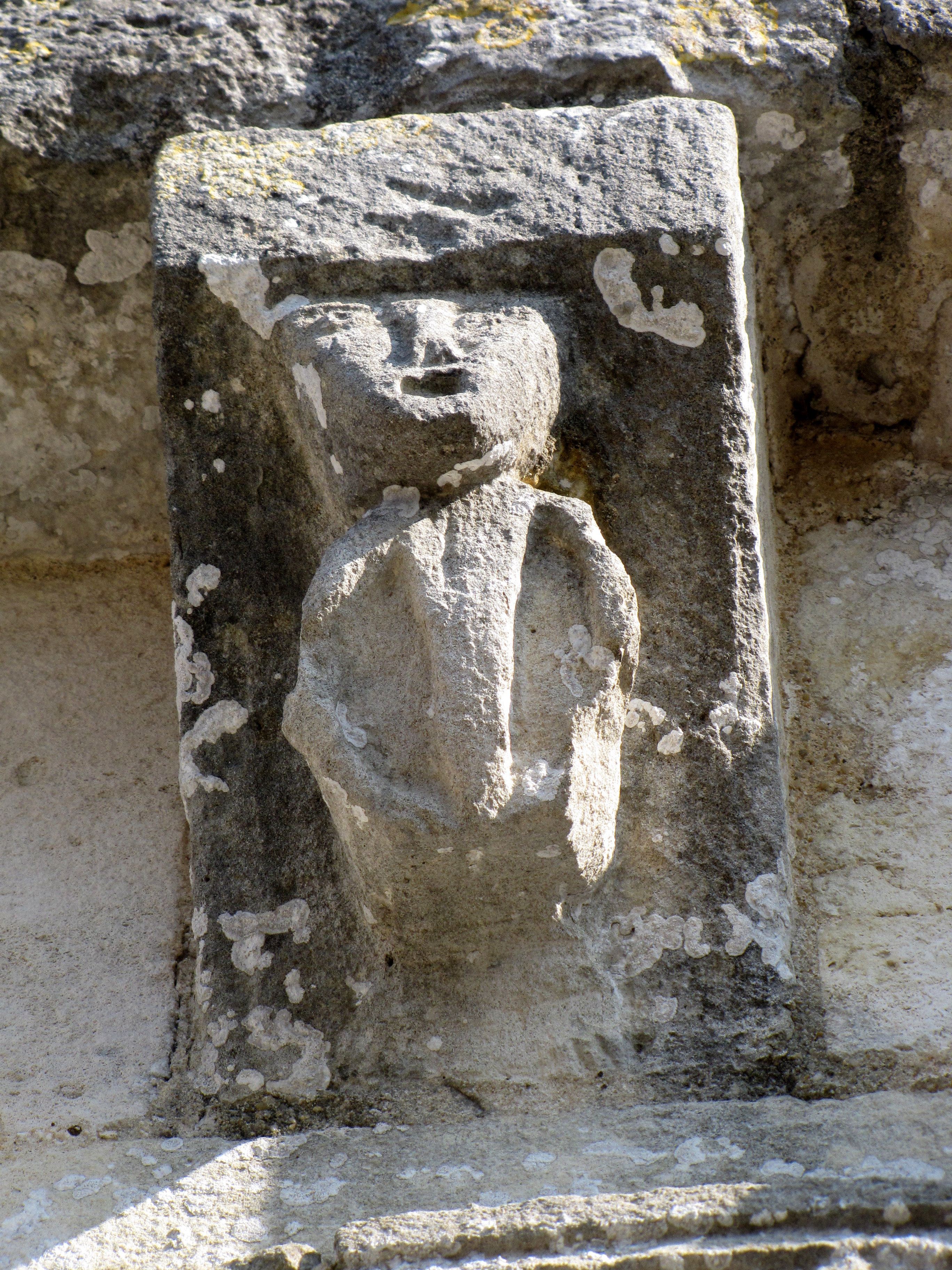
N° 5
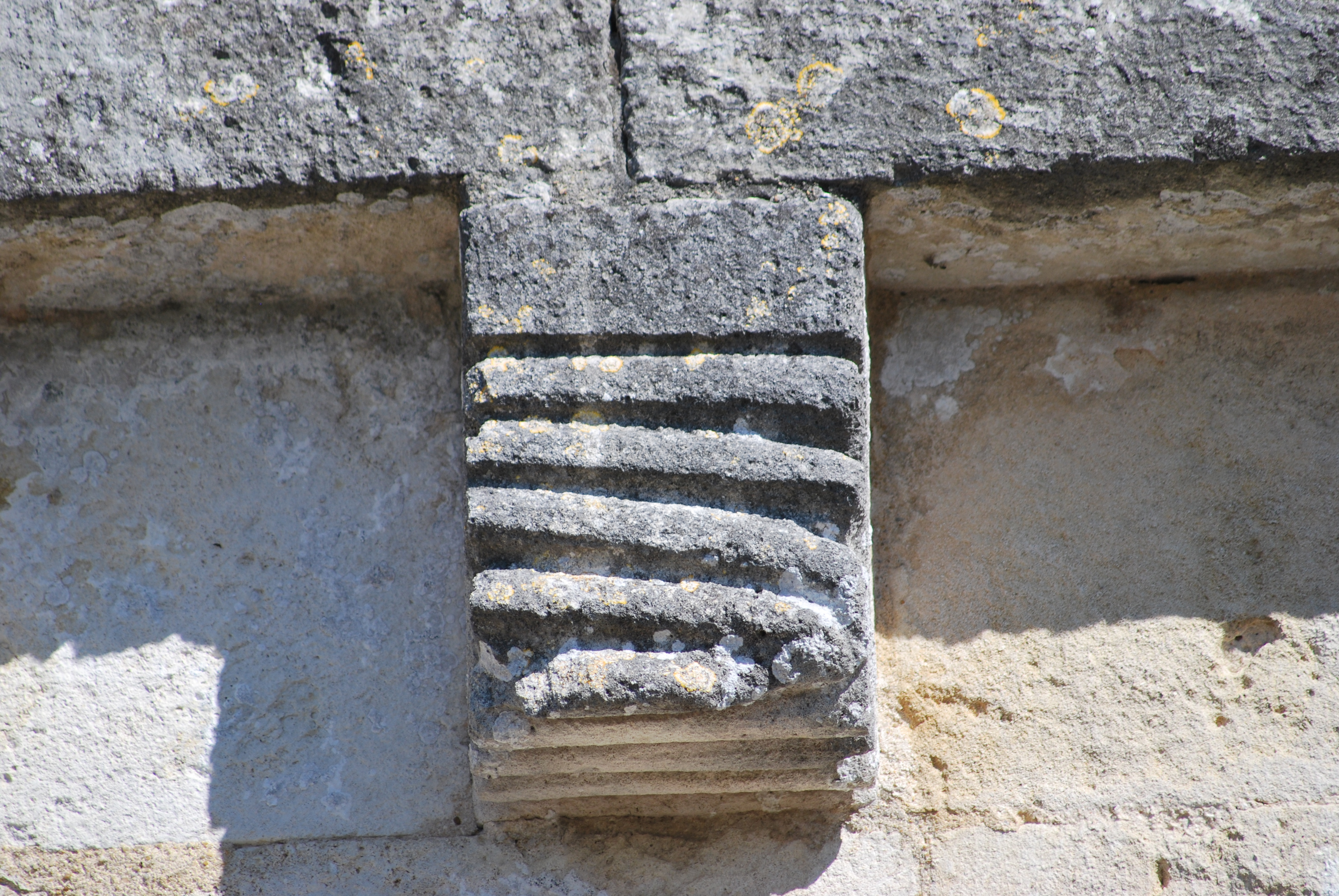
N° 6
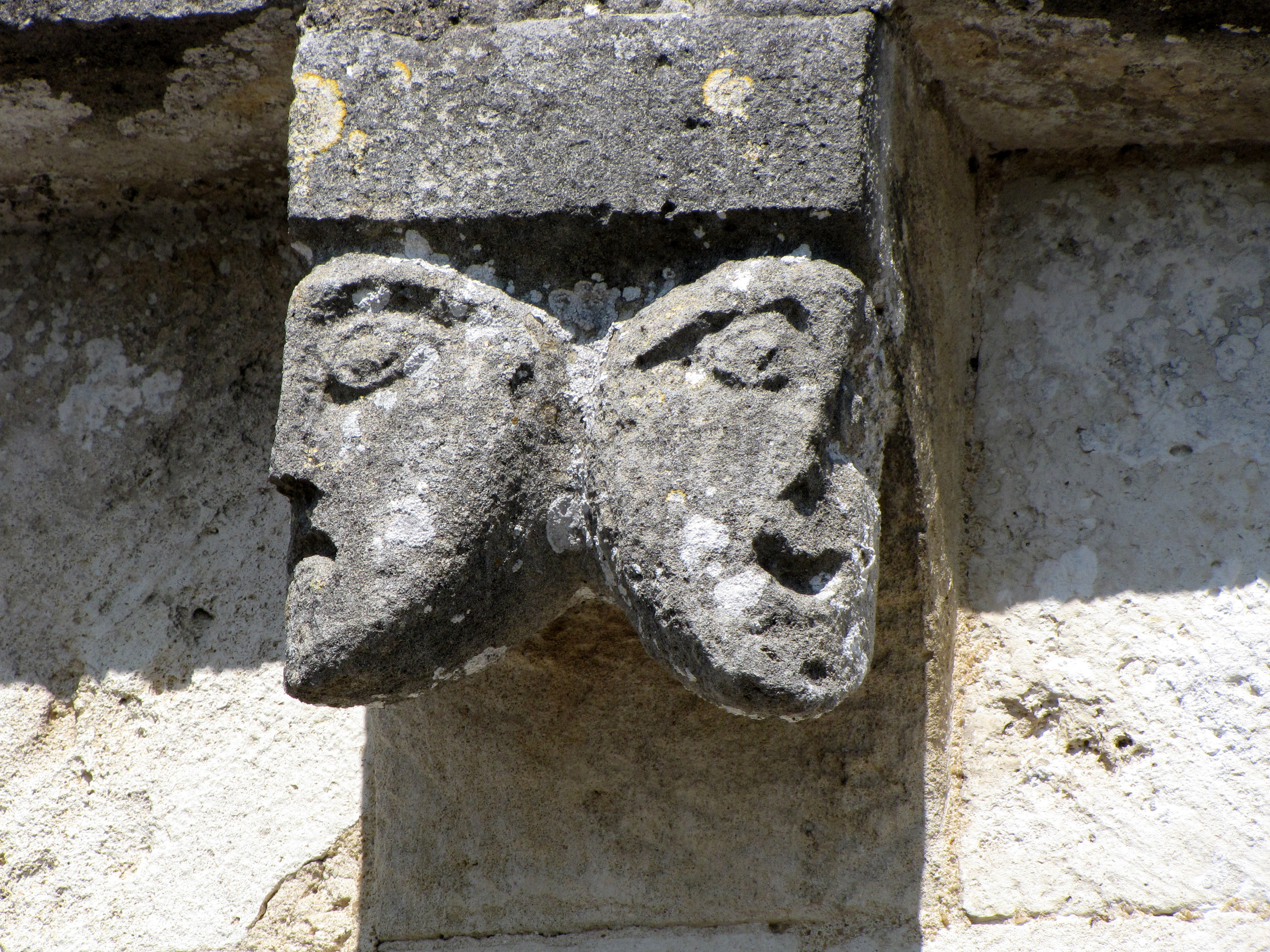
N° 7
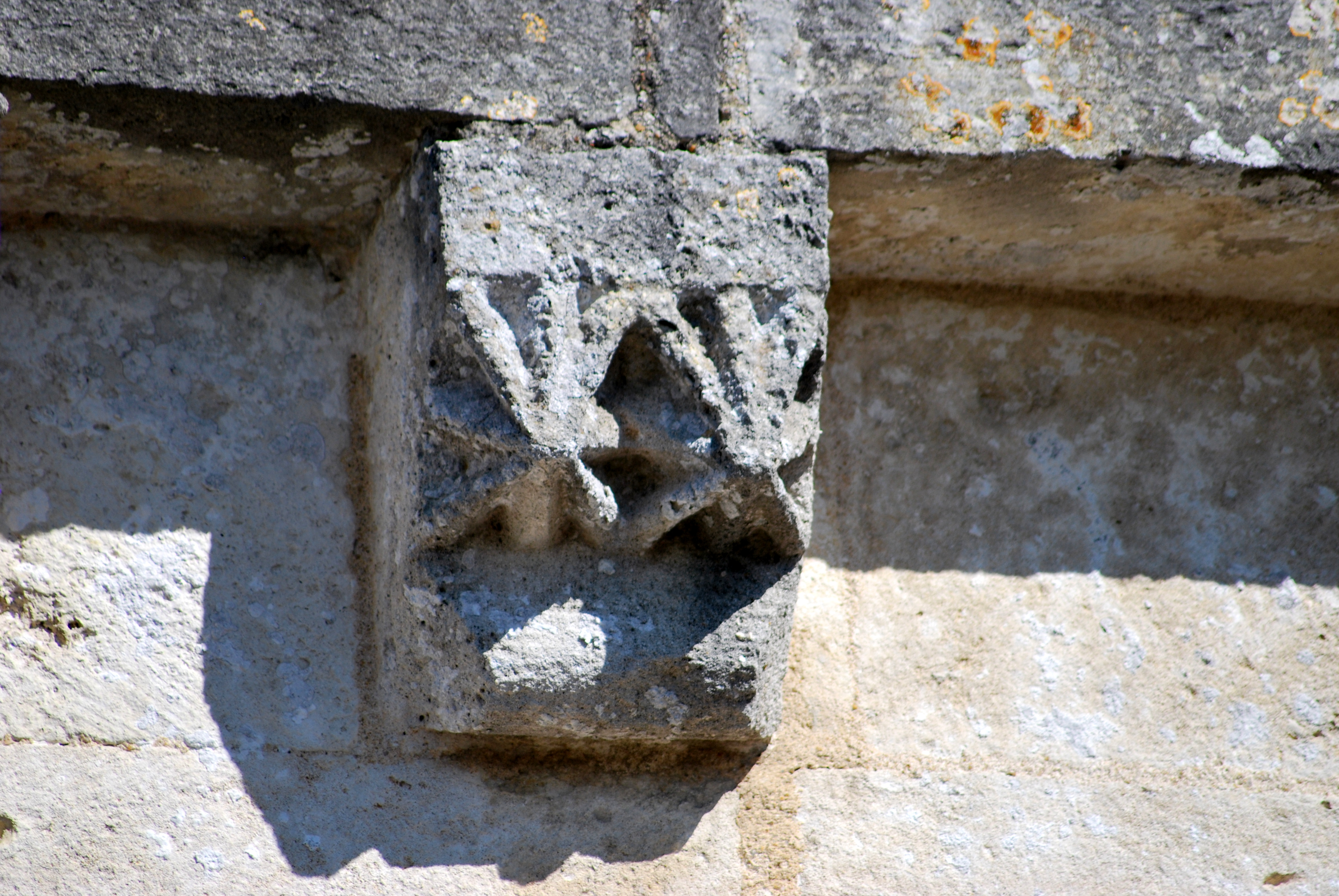
N° 8
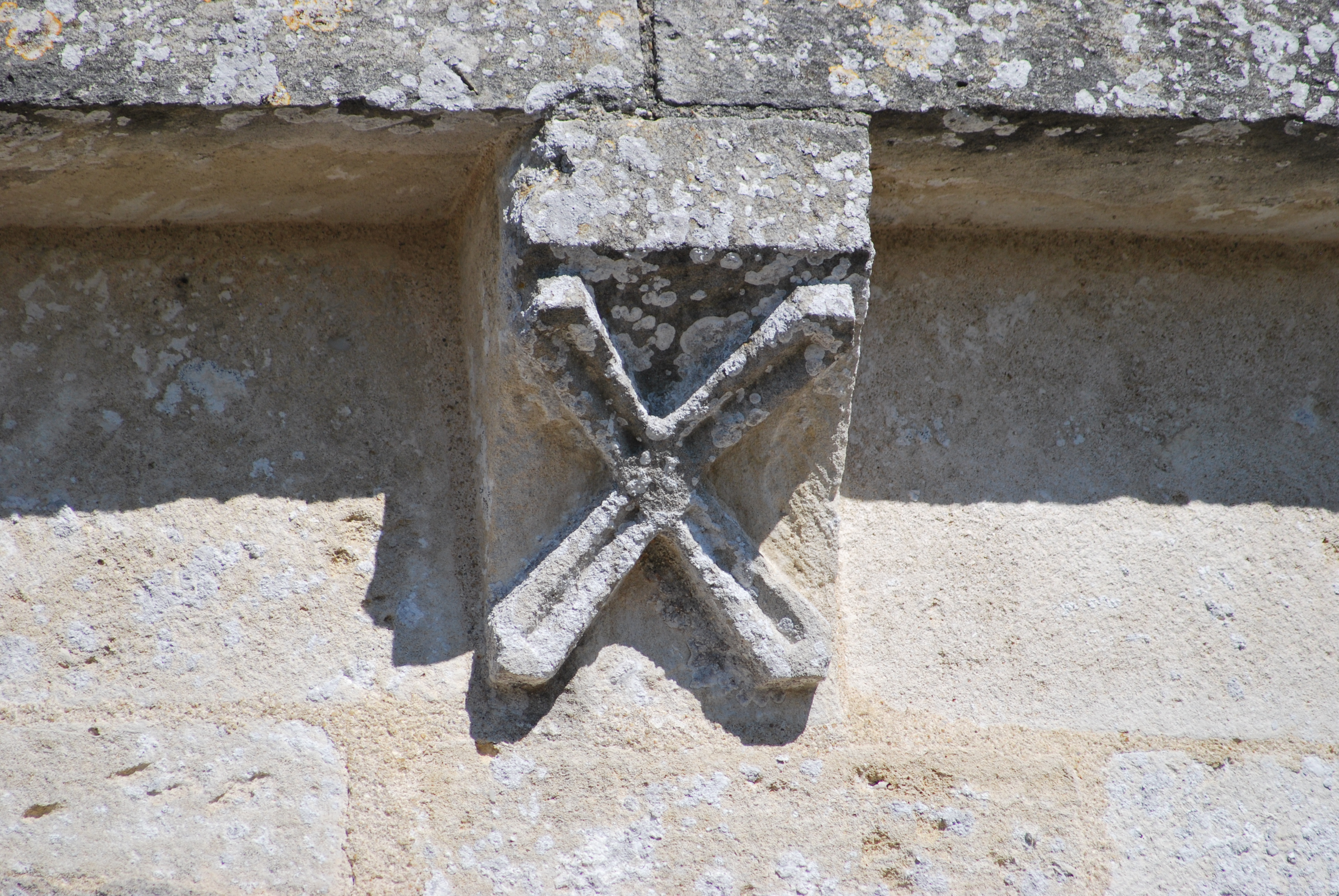
N° 9
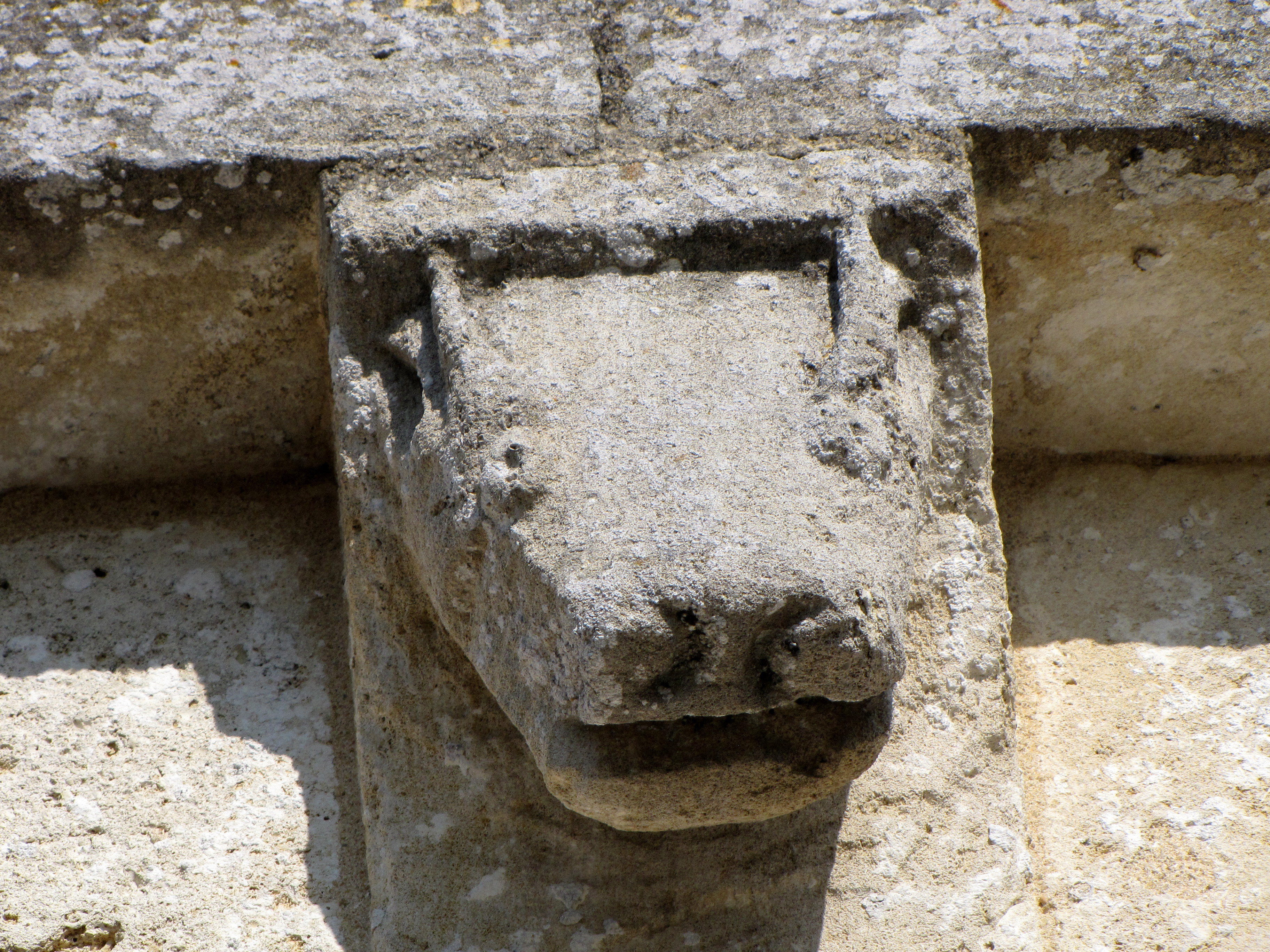
N° 10
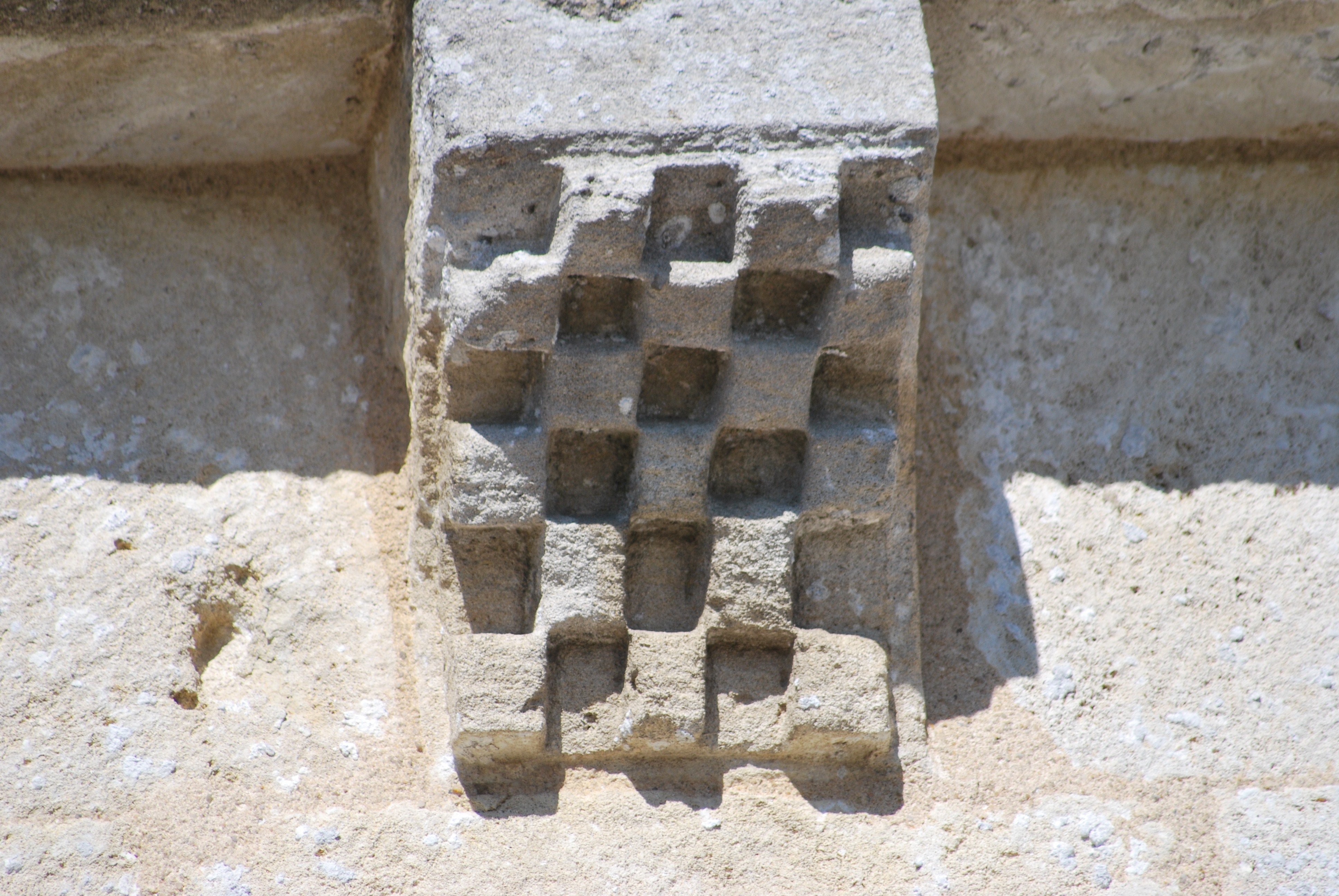
N° 11
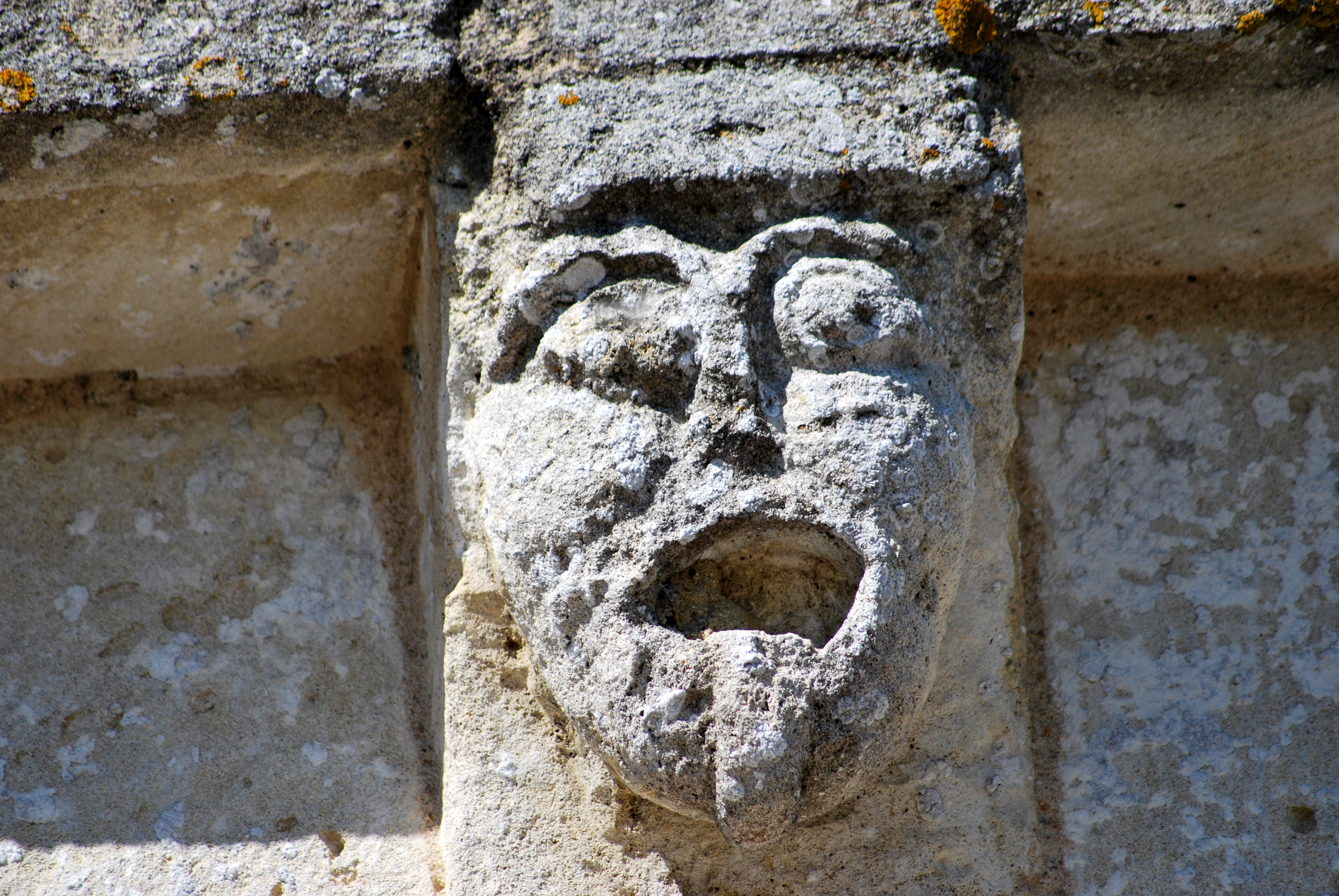
N° 12
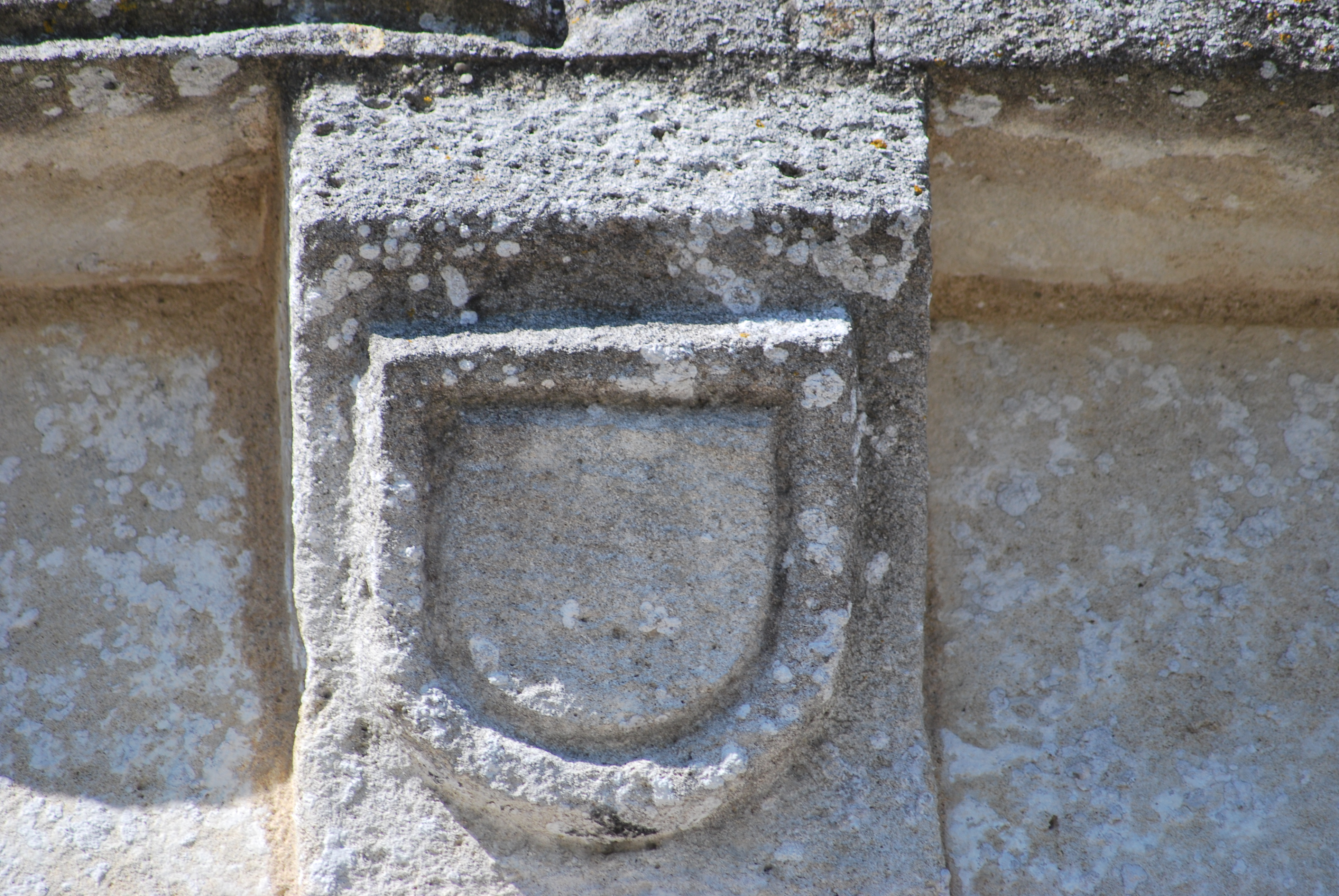
N° 13
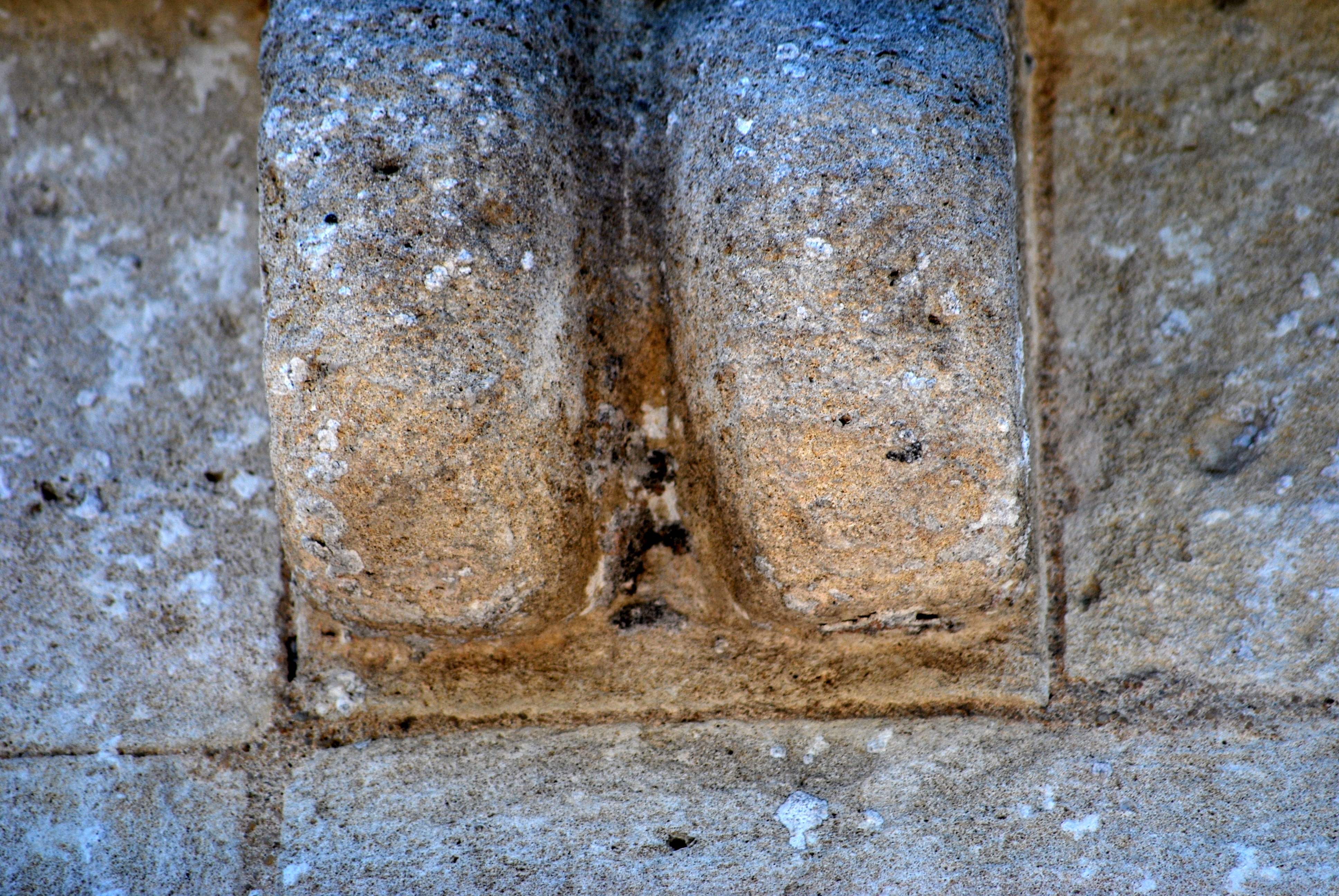
N° 14
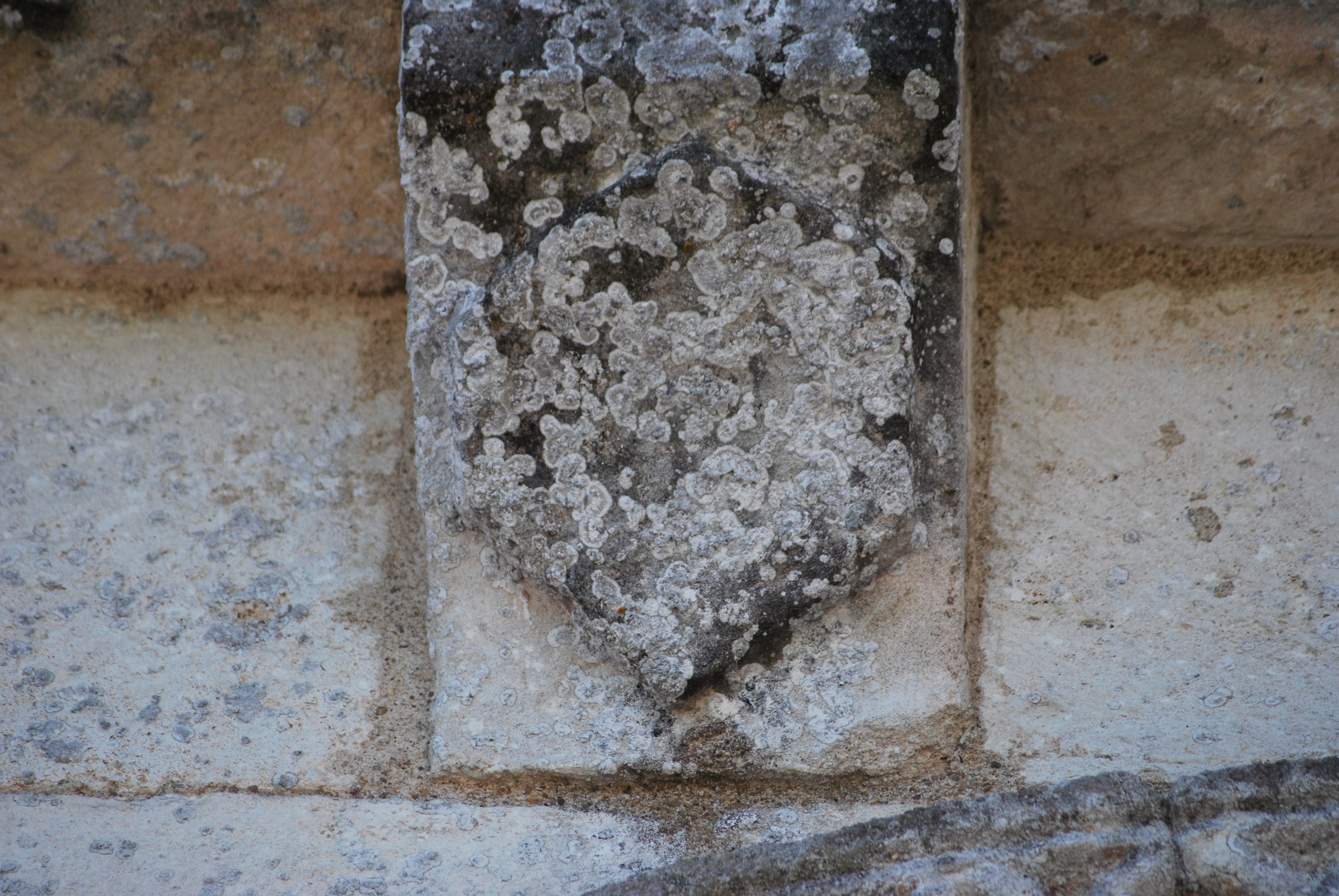
N° 15
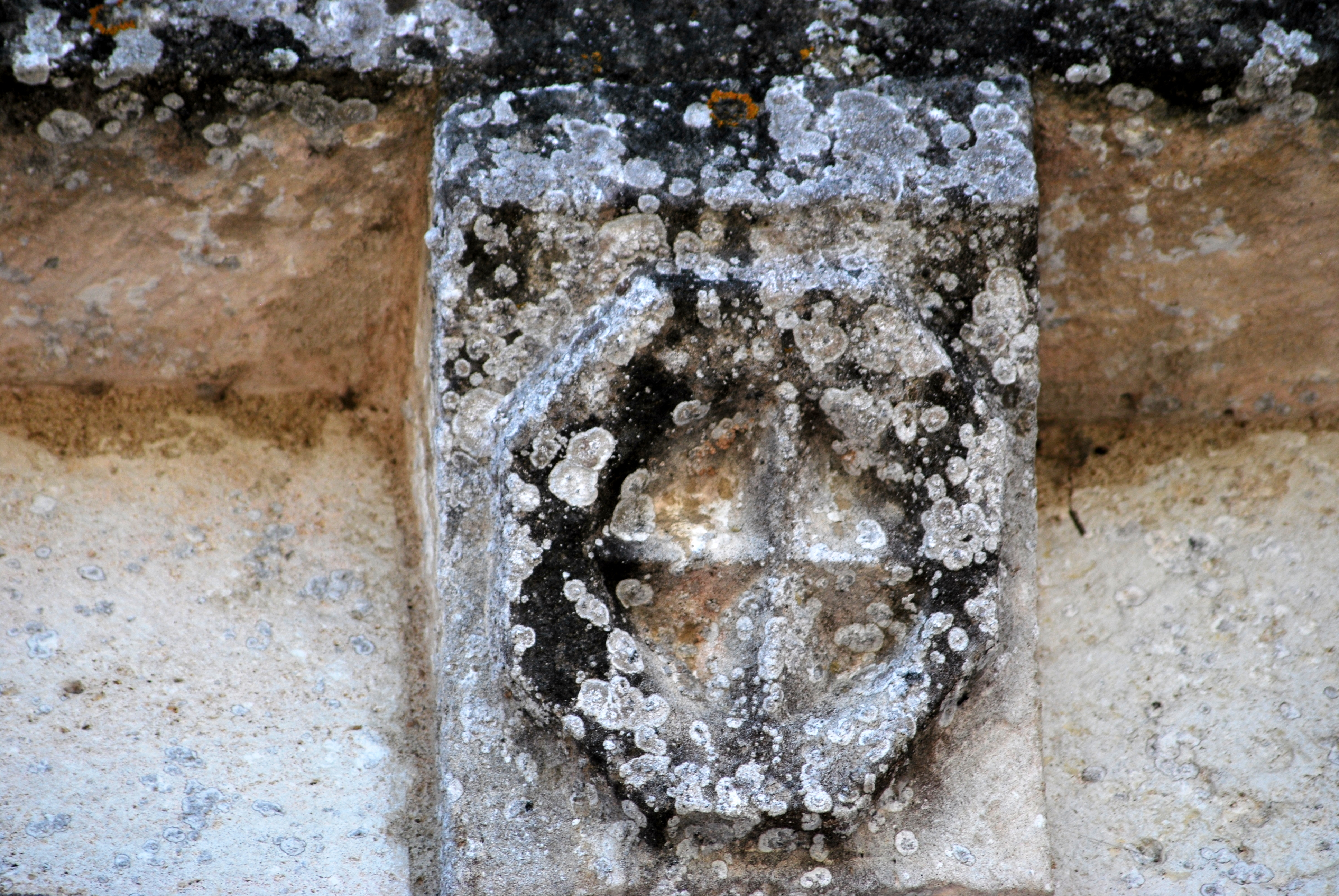
N° 16
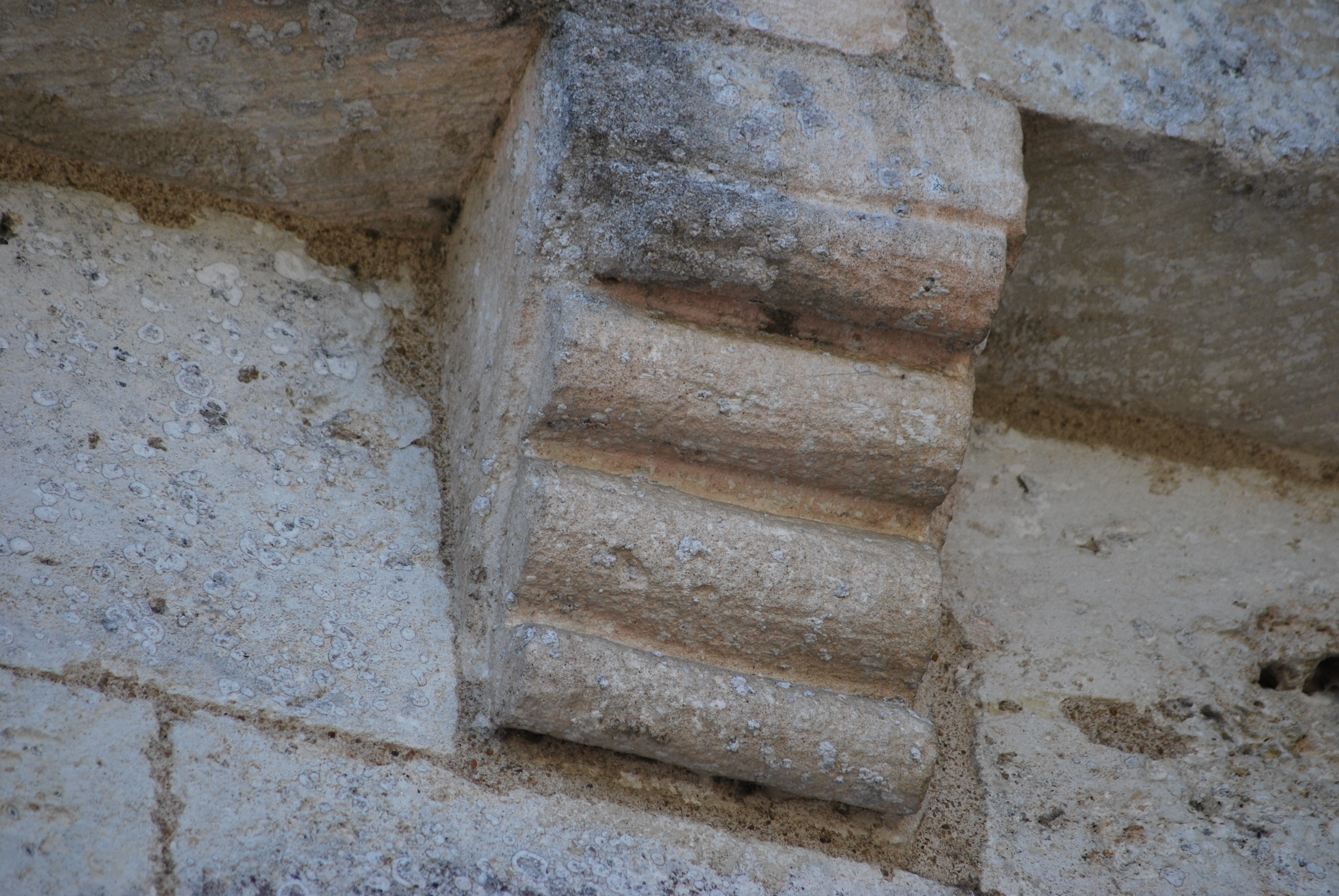
N° 17

### A l'extérieur
- Croix de cimetière : Elle est inscrite[4] au titre des Monuments historiques en ??. La base polygonale à degrés est typique de la fin du XVe siècle. Le socle serait du XVIIIe siècle, et le fût du début du XIXe siècle.

| - Croix de cimetière - Cadran canonial A - Cadran canonial B |

La croix porte, côté ouest, deux tibias entrecroisés sous une tête de mort sculptée au pied du fût. Outre le crâne, le fût porte, côtés nord et sud, des tibias entrecroisés ainsi que les instruments de la Passion ; côté ouest, deux lances croisées dont l'une avec l'éponge imbibée de vinaigre ; côté est, l'échelle, le sceptre de roseau, un fouet et la couronne d'épines.
Le Christ est sculpté sur le côté ouest de la croix.
- Cadrans canoniaux : Gravés sur le contrefort oriental de la nef sud se trouvent les vestiges de deux cadrans canoniaux. Ces cadrans solaires primitifs étaient utilisés par le clergé afin de déterminer le moment de la journée pour pratiquer certains rites liturgiques. La multiplicité des cadrans canoniaux sur une église peut avoir plusieurs origines. La plus fréquente : Le cadran, souvent gravé par le prêtre, avait un trou central dans lequel il insérait une tige de bois, pour produire l'ombre. Au cours des années, le trou s'élargit et la tige ne tenait pas, alors le prêtre gravait un autre cadran.